# Święta Sara

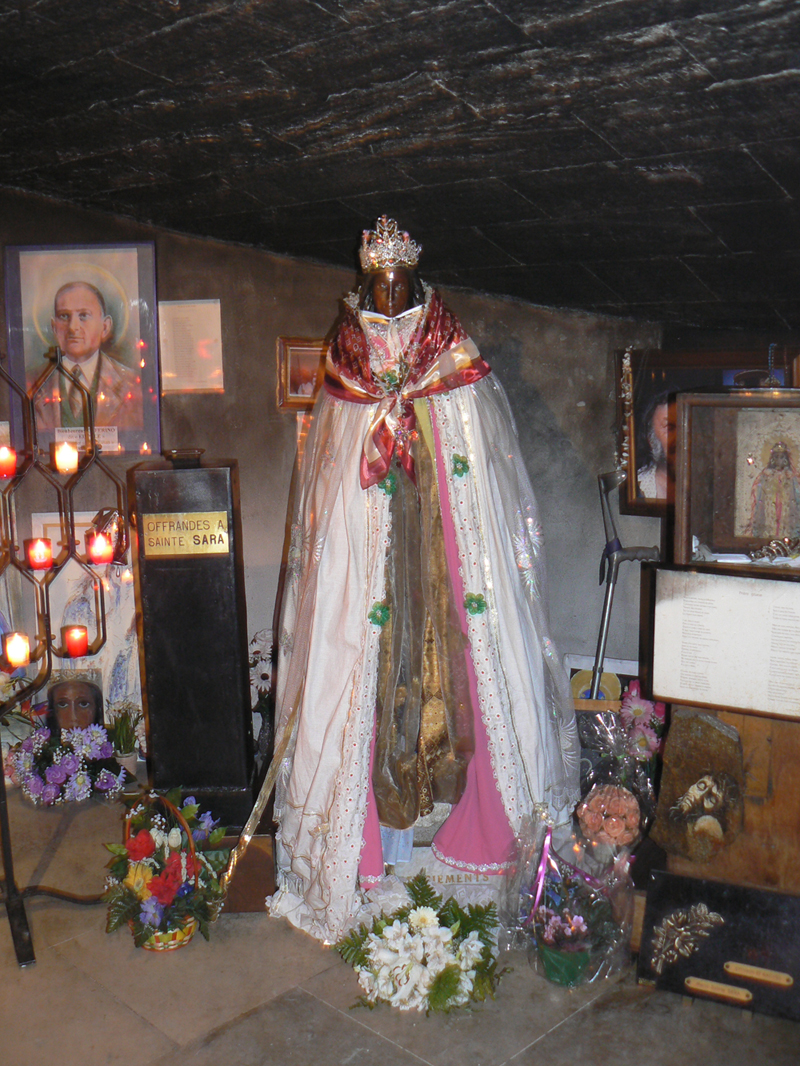
Figura Świętej Sary w Saintes-Maries-de-la-Mer

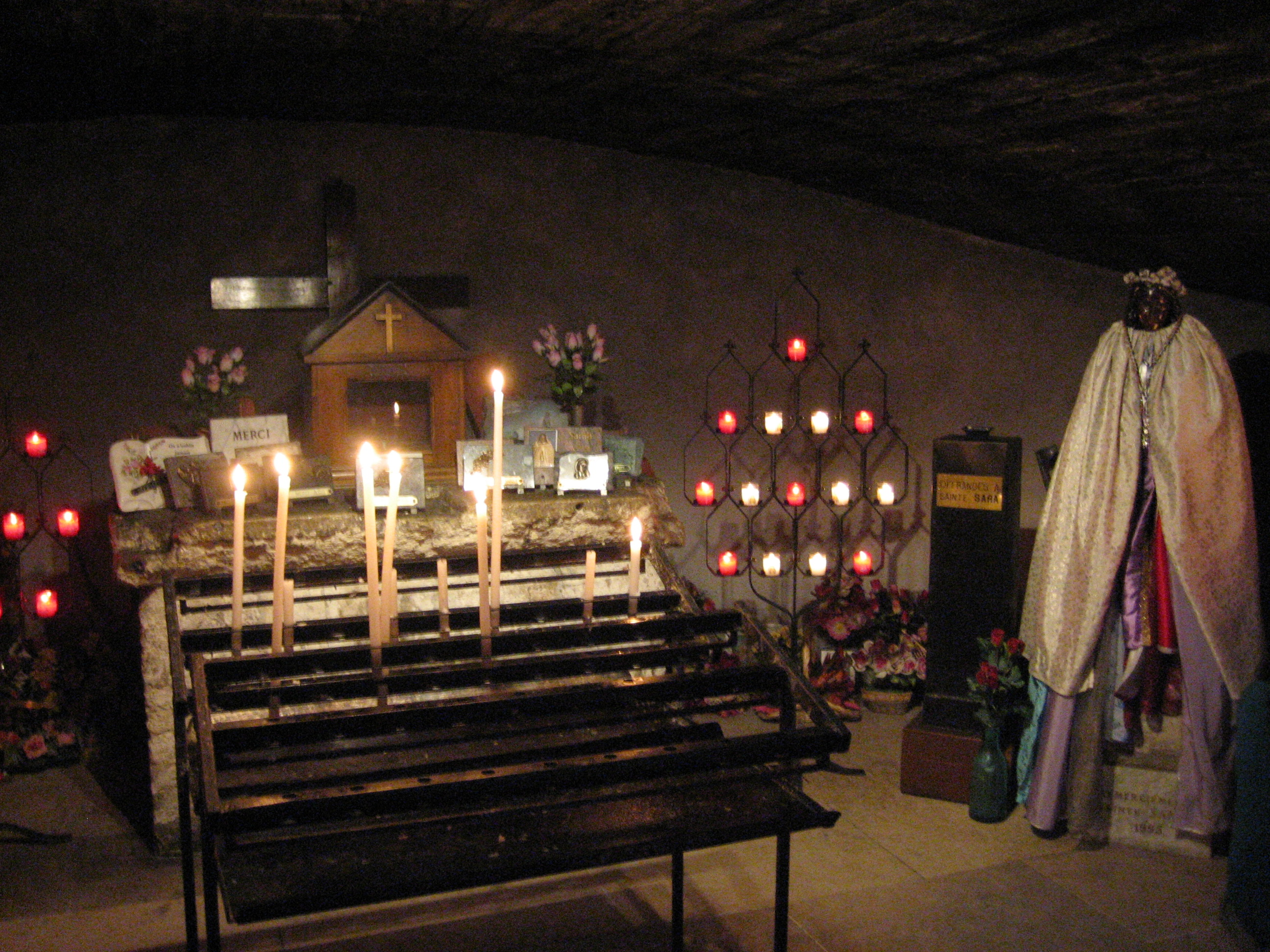
Ołtarz Świętej Sary w Saintes-Maries-de-la-Mer

Święta Sara, znana także jako Kali Sara, Czarna Sara lub Czarna Madonna (I wiek) – legendarna patronka Romów. Centrum jej kultu jest Saintes-Maries-de-la-Mer, miejsce pielgrzymek Romów w Camargue, w południowej Francji. Legenda nazywa ją służącą jednej z Trzech Marii, z którymi miała przybyć do Camergue.

## Legendy
Według różnych legend podczas prześladowania pierwszych chrześcijan, prawdopodobnie w 42, Łazarz, jego siostry Maria Magdalena i Marta, Maria Salome (matka apostołów Jana i Jakuba), Maria Jakubowa i Święty Maksymin zostali wysłani w łodzi za morze. Dopłynęli bezpiecznie do południowego brzegu Galii, do miejsca nazwanego później Saintes-Maries-de-la-Mer. W niektórych legendach pochodząca z Górnego Egiptu Sara pojawia się jako czarnoskóra służąca jednej z Marii, zwykle Marii Jakubowej.
Choć tradycja o Trzech Mariach przybywających do Francji pochodzi ze średniowiecza dojrzałego (występuje na przykład w XIII-wiecznej Złotej legendzie), postać Świętej Sary pojawia się po raz pierwszy w książce Vincenta Philiptona The Legend of the Saintes-Maries z 1521. Przedstawiona jest tam jako kobieta dobroczynna, która pomagała ludziom zbierając jałmużnę, co doprowadziło do popularnego przekonania, że była Cyganką. Następnie Sara została przyjęta przez Romów jako ich święta.
Według innych relacji Sara nie przypłynęła wraz z Trzema Mariami, lecz powitała je, gdy przypłynęły do Galii. Franz de Ville (1956) pisze:

Jedną z osób, które jako pierwsze otrzymały objawienie była Czarna Sara. Była szlachetnie urodzona i przewodziła plemieniu znad brzegu Rodanu. Znała tajemnice, które zostały jej przekazane... Romowie w tym czasie praktykowali religie politeistyczne i raz do roku brali na swoje barki posąg bogini Isztar (Astarte) i przychodzili nad morze, aby tam otrzymać błogosławieństwo. Pewnego dnia Sara miała wizje, które poinformowały ją, że święci, którzy byli obecni przy śmierci Jezusa Chrystusa przyjadą i musi udzielić im pomocy. Sara była świadkiem przyjazdu świętych na łodzi. Morze było wzburzone i łodzi groziło zniszczenie. Maria Salome rzuciła swój płaszcz na fale i użyła go jako tratwy. Sara przypłynęła w kierunku świętych i modląc się pomogła im dotrzeć na ląd.

## Pielgrzymki
Dniem pielgrzymek ku czci św. Sary jest 24 maja. W trakcie uroczystości odtwarza się jej przybycie do Francji, a jej figura niesiona jest do morza.
Niektórzy autorzy dostrzegają podobieństwo ceremonii poświęconej Sarze z kultem hinduskiej bogini Kali, identyfikując je ze sobą. Ronald Lee (2001) odnotował:

Jeśli porównamy tę ceremonię z uroczystościami, które są odprawiane we Francji w sanktuarium Świętej Sary (zwanej Sara e Kali w Rumunii), stajemy się świadomi, że kult Kali/Durgi/Sary został przeniesiony w chrześcijańskiej postaci... do Francji, do nieistniejącej "świętej" nazwanej Sara, która jest częścią kultu Kali/Durgi/Sary wśród pewnych grup w Indiach.

Z kolei Walter Weyrauch (2001) zapisał:

Ceremonia w Saintes-Maries jest zbliżona do dorocznych procesji w Indiach, kraju w którym powstali Romowie, gdy posągi hinduskiej bogini Durgi, zwanej również Kali są zanurzane w wodzie. Durga, małżonka Sziwy, zwykle przedstawiana z czarną twarzą jest boginią stworzenia, choroby i śmierci.

## Sara w kulturze masowej
Niektórzy autorzy, podejmując temat z pseudohistorycznej książki autorstwa Michaela Baigenta, Richarda Leigha i Henry’ego Lincolna Święta krew, Święty Graal, sugerują, że Sara była córką Jezusa Chrystusa i Marii Magdaleny. Koncepcję tę spopularyzował Dan Brown w powieści Kod Leonarda da Vinci.
Sara wspominana jest kilkukrotnie w powieści Paulo Coelho Czarownica z Portobello.